# North-Crillon-Gletscher
Der North-Crillon-Gletscher ist ein 20 km langer Gletscher im Glacier-Bay-Nationalpark im Panhandle von Alaska (USA). 

## Geografie
Das Nährgebiet des Gletschers befindet sich auf einer Höhe von etwa 1600 m zwischen Mount Orville im Norden und Mount Crillon im Süden an der Westflanke der südlichen Fairweather Range. Von dort strömt der Gletscher in überwiegend westsüdwestlicher Richtung aus dem Gebirge. Er erreicht schließlich die Fairweather-Verwerfung und biegt in Richtung Nordnordwest ab. Kurz darauf endet er am Crillon Inlet, der südöstlichen Seitenbucht der Lituya Bay, die sich zum offenen Meer hin öffnet. Die mittlere Gletscherbreite liegt bei 1200 m. Parallel zum North-Crillon-Gletschers verläuft weiter südlich der South-Crillon-Gletscher.

## Gletscherentwicklung
Der North-Crillon-Gletscher zog sich in den letzten Jahren immer weiter zurück. Um das Jahr 2010 wurde die Gletscherzunge nur noch während der Flut von Meerwasser umspült.